# アンヘル・ガビロンド
アンヘル・ガビロンド・プホル（Ángel Gabilondo Pujol、1949年3月1日）は、スペイン・ギプスコア県サン・セバスティアン出身の大学教員。2002年から2010年までマドリード自治大学学長を務めた。2009年から2011年までスペイン社会労働党(PSOE)のサパテロ内閣で教育大臣を務めた。2015年からマドリード州議会議員を務めている。ジャーナリストのイニャキ・ガビロンドは兄。女優かつジャーナリストのエスティバリス・ガビロンドは姪。

## 経歴

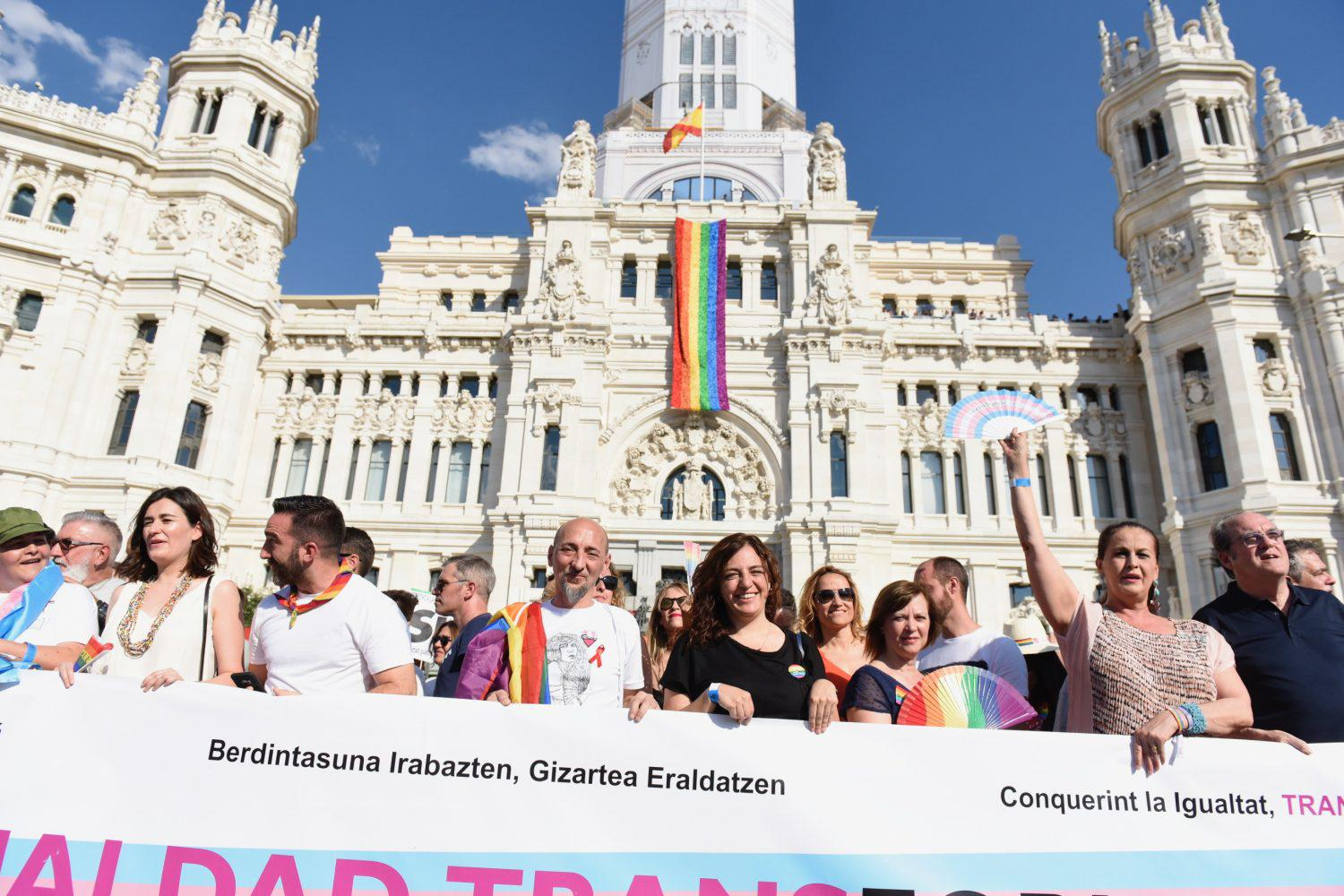
マドリードで行われたプライド・パレードにカルメン・モントンやカーラ・アントネッリらとともに参加（2018年7月7日）

1949年にバスク地方のギプスコア県サン・セバスティアンに生まれた。マドリード自治大学で哲学と文学を学び、1980年に優秀な成績で卒業して学士号を取得した。1980年にはマドリード自治大学で講師となり、1983年にはマドリード自治大学で博士号を取得した。形而上学、解釈学、修辞学、現代フランス思想を専門とし、2001年にはマドリード自治大学の文学部で教授となった。
2002年4月27日にはマドリード自治大学の学長に選出され、2004年にはマドリード州大学学長会議(CRUMA)の議長に就任した。2006年にはマドリード自治大学の学長に再選され、2007年には全国組織であるスペイン大学学長会議(CRUE)の議長に就任した。
2009年から2011年までスペイン社会労働党(PSOE)のサパテロ内閣で教育大臣を務めた。2011年6月にはマラガ大学からメダルを授与された。2011年12月30日にはカルロス3世勲章を授与された。2014年12月26日にはアルフォンソ10世賢王勲章を授与された。
2015年まで政治家としての経歴はなかったが、2015年のマドリード州議会選挙ではスペイン社会労働党の筆頭候補（州首相候補）として出馬した。マドリード州議会議員には当選したが、州首相指名投票では国民党(PP)のクリスティーナ・シフエンテスに敗れた。
スペイン首相のペドロ・サンチェスに推薦されたことで、2019年のマドリード州議会選挙ではみたびスペイン社会労働党の筆頭候補となった。スペイン社会労働党は132議席中37議席を獲得して第1党となったが、州首相指名投票では国民党のイサベル・ディアス・アジュソに敗れた。

## 著書
- Dilthey: Vida, expresión e historia. Madrid: Editorial Cincel. (1988)
- El discurso en acción (Foucault y una ontología del presente). Barcelona: Editorial Anthropos. (1990)
- Trazos del eros: del leer, hablar y escribir. Madrid: Editorial Tecnos. (1997)
- Menos que palabras. Madrid: Alianza Editorial. (1999)
- La vuelta del otro. Diferencia, identidad y alteridad. Madrid: Trotta and UAM. (2001)
- Mortal de necesidad. Madrid: Abada. (2003)
- Alguien con quien hablar. Madrid: Editorial Aguilar. (2007)
- Contigo. Madrid: Editorial Aguilar. (2009)
- Palabras a mano. Madrid: Editorial Seix Barral. (2009)
- Sin fin. Editorial Aguilar. (2010)
- Darse a la lectura. Madrid: Editorial RBA. (2013)
- El Salto del Ángel. Palabras para comprenderse. Madrid: Aguilar. (2013)
- Por si acaso: Máximas y mínimas. Madrid: Editorial Espasa. (2014)
- Aranzueque, Gabriel, ed (2015). Ser de palabra. El lenguaje de la Metafísica. Madrid: Gredos
- Puntos Suspensivos. Madrid: Editorial Círculo de Tiza. (2015)